# Большой чекан
Большо́й чека́н (лат. Saxicola insignis) — вид воробьиных птиц рода Чеканы.
Большой чекан обитает в альпийских или субальпийских лугах и кустарниках в горах Монголии и сопредельных районах России. Также встречается в Бутане, Китае, Индии, Казахстане и Непале.
Он зимует в тераи в Непале и северной Индии, в сухих и влажных лугах, зарослях тростника и тамариска вдоль русел рек, а также в полях сахарного тростника. Зимой встречается на охраняемых территориях национальных парков Казиранга, Джим Корбетт и Манас в Индии, а также в заповедниках Лумбини, Шукла Фанта и национальном парке Читван.
Этот вид был отнесен к уязвимым. Серьёзную угрозу представляет быстрая потеря лугов, которые он использует для зимовок. В настоящее время популяция составляет от 2500 до 10 000 особей.